# 丸山尚政
丸山 尚政（まるやま なおまさ、1922年（大正11年）4月6日 - 2003年（平成15年）5月14日）は、日本の政治家。元新潟県十日町市長（2期）。

## 経歴
新潟県出身。新潟県立長岡商業高等学校卒。十日町市議会議員となり、議長を務めた。1985年十日町市長に当選。1989年の市長選挙で再選。1993年に市長を引退した。2003年に死去した。

## 栄典
- 1994年 - 勲四等旭日小綬章